# タイケツ.COM
タイケツ.COM（-どっとこむ）は、現・OKWave（旧・OKWeb）の関連会社であるインテグラルがかつて運営していたウェブサイト。2003年6月に開設された。

## 設立の背景
OKWebでは基本的にアンケート的な質問を禁じていた。その理由として、OKWebの会員増加によって質問数が多くなっており、とりわけ回答が多いアンケート的な質問はサーバの負担増につながっていたことが挙げられる。そこで、OKWebに代わりアンケートができるサイトとして開設された。

## 概要
- OKWeb同様、会員登録が必要であった（無料）。
- 参加者は、何らかの対決（例えば、缶コーヒーで一番おいしいのは？や、アニメで一番好きなものは？等）を開催したり、またその対決に投票し、最も投票数の多い方が勝ちになる。という方式。
- 投票すると10ポイントを獲得することができる。このポイントを利用してタイケツを開催したり、懸賞に応募したりすることができた。投票する際は選んだ理由を書くこともできた。なお、開催者が主催するタイケツもあり、そのタイケツに投票すると20ポイント獲得できた。
- タイケツを開催するには10ポイント必要である為、最初はなんらかのタイケツに必ず投票しなければいけなかった。
- タイケツエントリー制度があった。これは、開催者がタイケツを行う際に、そのタイケツに沿った項目を追加できるというもの。なお、開催者はエントリー期間を設けるか、設けないかの設定ができた。
- 投票期間は1日、1週間、1ヶ月の3種類から選択できた（エントリー期間も含む）

## 閉鎖の背景
OKWebの姉妹サイトとして、賑わいを見せていたサイトだったが、2004年10月にサービス停止になり、同年12月にそのまま閉鎖された。
第三者による不正アクセスが原因とされている。

## その後の対応
タイケツ.COMの閉鎖後、OKWebにアンケート用のカテゴリ「【特設】アンケート」が新設された。ただし、アンケート以下の小分類がなく、質問数も非常に多い為、使い勝手はタイケツ.COMよりも劣る。